# Kleine Piterivier
De Kleine Piterivier, Zweeds: Lillpiteälven, is een rivier in Zweden. De rivier is gerekend vanaf het noorden de veertiende 'grote' rivier en wordt volgens de Zweedse officiële instanties als zelfstandige rivier gerekend met een eigen stroomgebied. Anderen beschouwen het als een zijrivier van de Pite älv. De Kleine Piterivier ligt in Norrbottens län, de noordelijkste provincie van Zweden.

## Stroomgebied
De rivier ontspringt als afwatering van het Manjärvsträsket, een meer op 357 meter boven zeeniveau, maar stroomt al binnen een kilometer een ander meer in, het Bastaträsket. De meren worden door een kleine beek met elkaar verbonden, maar verder is de scheiding tussen de twee onduidelijk, omdat de omgeving er uit moeras bestaat met af en toe vaste grond in de vorm van een bebost eiland. De rivier stroomt dan zoals gebruikelijk in Norrbottens län naar het zuidoosten, ook hier weer door moerassen met af en toe een open water zoals het Mellanträsket en Stavaträsket en maakt dan een scherpe bocht naar het noorden, een uitzondering in dit gebied en komt door het Kolerträsket en het Bänkerträsket (274 meter), het grootste meer van haar stroomgebied. De Kleine Piterivier stroomt steeds verder naar het zuidoosten, weer door meren zoals het Lyckoträsket (228 meter), maar stuit daar op een berg en moet weer naar het noorden, naar het Häbbersträsket, maar knikt daarna weer naar het zuidoosten terug. De rivier stroomt hier tot aan het Klockarträsket door een kaarsrecht dal. Het dorp Åträsk ligt aan het Åträsket (124 meter) en de grootste zijrivier de Keupån van de Kleine Piterivier komt iets ten zuiden van Alträsk de rivier in. De rivier stroomt via Lillpite naar de Svensbyfjord, en komt daar samen met de Pite älv.
De rivier is 88 kilometer lang en heeft een stroomgebied van 618,7 km². Het debiet is 5,1 m³/s.